# Mutia
Mutia (Bayan ng Mutia) är en kommun i Filippinerna. Kommunen ligger på ön Mindanao, och tillhör provinsen Zamboanga del Norte. Folkmängden uppgår till 9 806 invånare.

## Barangayer
Mutia är indelat i 16 barangayer.
| - Alvenda - Buenasuerte - Diland - Diolen - Head Tipan - New Casul - New Siquijor - Newland | - Paso Rio - Poblacion - San Miguel - Santo Tomas - Tinglan - Totongon - Tubac - Unidos |